# Батурино (Шегарський район)
Бату́рино (рос. Батурино) — присілок у складі Шегарського району Томської області, Росія. Входить до складу Баткатського сільського поселення.

## Населення
Населення — 163 особи (2010; 210 у 2002).
Національний склад (станом на 2002 рік):
- росіяни — 90 %